# Skupina chloritu

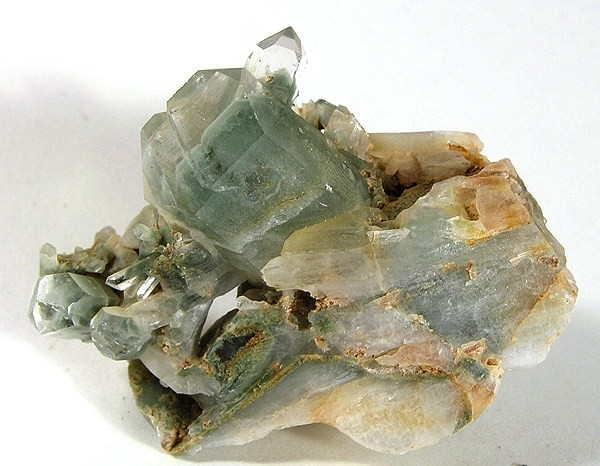
Chlorit

Skupina chloritu je minerální skupina triklinických, případně monoklinických vrstevnatých křemičitanů (fylosilikátů) obecného vzorce A5-6T4O10Z8, kde:
- A - Al, Fe2+, Fe3+, Li, Mg, Mn, Ni
- T - Al, Fe3+, Si
- Z - O, a / nebo OH−

## Charakteristika
Chlority jen zřídka vytváří drobné krystalky, nejčastěji se vyskytují ve formě jemně šupinkovité masy, celistvé nebo rozptýlené v horninách. Mají převážně tmavozelenou barvu, perleťový lesk a světle zelený vryp. Vznikají hlavně v přeměněných horninách, vzácněji ve vulkanitech a rudných žilách, jako mandlovité výplně v melafyrech. Častý je jejich výskyt společně s křemenem.

## Minerály skupiny chloritu
Do této minerální skupiny patří následující minerály:
- Sudoit - Mg2(Al, Fe3+)3Si3AIO10(OH)8, monoklinická soustava
- Klinochlor - Mg, Fe2+)5Al (Si3Al) O10(OH)8, monoklinická soustava
- Chamosit - (Fe2+, Mg, Fe3+)5Al (Si3Al) O10(OH , O)8, monoklinická soustava
- Ortochamosit - (Fe2+, Mg, Fe3+)5Al (Si3Al) O10(OH , O)8, rombická soustava
- Baileychlor - (Zn, Al, □)3(Fe2+2Al) (Si3Al) O10(OH)8, triklinická soustava
- Pennantit - Mn5Al (Si3Al) O10(OH)8, monoklinická soustava
- Nimit - (Ni, Mg, Fe2+)5Al (Si3Al) O10(OH)8, monoklinická soustava
- Gonyerit - Mn2+3(Mn2+3Fe3+) (Si, Fe3+)4O10(OH, O)8, rombická soustava
- Cookeit - lili4(Si3Al) O10(OH)8, monoklinická soustava
- Borocookeit - Li(1 + 3x)Al(4-x)(BSi3) O10(OH, F)8, kde x = 0-0,33, monoklinická soustava
- Manandonit - Li2Al4(Si2ALB) O10(OH)8, triklinická soustava
- Franklinfurnaceit - Ca2(Fe3+, Al) Mn3+Mn2+3Zn2Si2O10(OH)8, monoklinická soustava